# Lophosia exquisita
Lophosia exquisita là một loài ruồi trong họ Tachinidae.